# Le Manoir des âmes perdues
Le Manoir des âmes perdues (titre original : 真説・夢見館 扉の奥に誰かが…
, Shinsetsu Yumemi Yakata: Tobira no Oku ni Dareka ga... ; titre américain : The Mansion of Hidden Souls) est un jeu vidéo sorti sur Saturn en 1994. C'est la suite de Yumemi Mystery Mansion, paru l'année précédente sur Mega-CD.